# Tomoderus piochardi
Tomoderus piochardi é uma espécie de insetos coleópteros polífagos pertencente à família Anthicidae.
A autoridade científica da espécie é von Heyden, tendo sido descrita no ano de 1871.
Trata-se de uma espécie presente no território português.